# Campionati europei di judo 2024
I campionati europei di judo 2024 sono stati la 73ª edizione della competizione organizzata dalla European Judo Union. Si sono svolti dal 25 al 28 aprile 2024 alla Arena Zagreb di Zagabria, in Croazia.

## Partecipanti
Hanno preso parte alla competizione 427 judoka in rappresentanza di 45 distinte nazioni.
1. Atleti Individuali Neutrali (23)
2. Albania (2)
3. Armenia (3)
4. Austria (15)
5. Azerbaigian (13)
6. Belgio (11)
7. Bosnia ed Erzegovina (8)
8. Bulgaria (11)
9. Croazia (18)
10. Cipro (7)
11. Rep. Ceca (6)
12. Danimarca (4)
13. Spagna (18)
14. Estonia (4)
15. Finlandia (5)
16. Francia (18)
17. Georgia (15)
18. Germania (18)
19. Gran Bretagna (10)
20. Grecia (6)
21. Ungheria (11)
22. Islanda (1)
23. Irlanda (3)
24. Israele (17)
25. Italia (18)
26. Kosovo (5)
27. Lettonia (2)
28. Lituania (5)
29. Lussemburgo (1)
30. Moldavia (10)
31. Malta (3)
32. Monaco (2)
33. Montenegro (2)
34. Paesi Bassi (18)
35. Macedonia del Nord (1)
36. Norvegia (2)
37. Polonia (8)
38. Portogallo (15)
39. Romania (10)
40. Serbia (17)
41. Slovacchia (3)
42. Slovenia (10)
43. Svizzera (3)
44. Svezia (2)
45. Turchia (16)
46. Ucraina (18)
47. IJF Refugee Team (9)

## Podi

### Uomini
| Evento             | Oro                                            | Argento                                     | Bronzo                                       |
| 60 kg (dettagli)   | Francisco Garrigós Spagna                      | Balabay Aghayev Azerbaigian                 | Salih Yıldız Turchia                         |
| 60 kg (dettagli)   | Francisco Garrigós Spagna                      | Balabay Aghayev Azerbaigian                 | Cédric Revol Francia                         |
| 66 kg (dettagli)   | Vazha Margvelashvili Georgia                   | Muhammed Demirel Turchia                    | Bence Pongrácz Ungheria                      |
| 66 kg (dettagli)   | Vazha Margvelashvili Georgia                   | Muhammed Demirel Turchia                    | Elios Manzi Italia                           |
| 73 kg (dettagli)   | Hidayat Heydarov Azerbaigian                   | Danil Lavrentev Atleti Individuali Neutrali | Lasha Shavdatuashvili Georgia                |
| 73 kg (dettagli)   | Hidayat Heydarov Azerbaigian                   | Danil Lavrentev Atleti Individuali Neutrali | Joan-Benjamin Gaba Francia                   |
| 81 kg (dettagli)   | Tato Grigalashvili Georgia                     | Frank de Wit Paesi Bassi                    | Vedat Albayrak Turchia                       |
| 81 kg (dettagli)   | Tato Grigalashvili Georgia                     | Frank de Wit Paesi Bassi                    | Shamil Borchashvili Austria                  |
| 90 kg (dettagli)   | Eljan Hajiyev Azerbaigian                      | Krisztián Tóth Ungheria                     | Lasha Bekauri Georgia                        |
| 90 kg (dettagli)   | Eljan Hajiyev Azerbaigian                      | Krisztián Tóth Ungheria                     | Alex Creț Romania                            |
| 100 kg (dettagli)  | Matvey Kanikovskiy Atleti Individuali Neutrali | Ilia Sulamanidze Georgia                    | Michael Korrel Paesi Bassi                   |
| 100 kg (dettagli)  | Matvey Kanikovskiy Atleti Individuali Neutrali | Ilia Sulamanidze Georgia                    | Gennaro Pirelli Italia                       |
| +100 kg (dettagli) | Inal Tasoev Atleti Individuali Neutrali        | Guram Tushishvili Georgia                   | Tamerlan Bashaev Atleti Individuali Neutrali |
| +100 kg (dettagli) | Inal Tasoev Atleti Individuali Neutrali        | Guram Tushishvili Georgia                   | Márius Fízeľ Slovacchia                      |

### Donne
| Evento            | Oro                                         | Argento                         | Bronzo                     |
| 48 kg (dettagli)  | Kristina Dudina Atleti Individuali Neutrali | Blandine Pont Francia           | Catarina Costa Portogallo  |
| 48 kg (dettagli)  | Kristina Dudina Atleti Individuali Neutrali | Blandine Pont Francia           | Tamar Malca Israele        |
| 52 kg (dettagli)  | Distria Krasniqi Kosovo                     | Odette Giuffrida Italia         | Réka Pupp Ungheria         |
| 52 kg (dettagli)  | Distria Krasniqi Kosovo                     | Odette Giuffrida Italia         | Ariane Toro Spagna         |
| 57 kg (dettagli)  | Daria Bilodid Ucraina                       | Kaja Kajzer Slovenia            | Eteri Liparteliani Georgia |
| 57 kg (dettagli)  | Daria Bilodid Ucraina                       | Kaja Kajzer Slovenia            | Timna Nelson-Levy Israele  |
| 63 kg (dettagli)  | Renata Zachová Rep. Ceca                    | Joanne van Lieshout Paesi Bassi | Andreja Leški Slovenia     |
| 63 kg (dettagli)  | Renata Zachová Rep. Ceca                    | Joanne van Lieshout Paesi Bassi | Savita Russo Italia        |
| 70 kg (dettagli)  | Barbara Matić Croazia                       | Elisavet Teltsidou Grecia       | Lara Cvjetko Croazia       |
| 70 kg (dettagli)  | Barbara Matić Croazia                       | Elisavet Teltsidou Grecia       | Ai Tsunoda Spagna          |
| 78 kg (dettagli)  | Audrey Tcheuméo Francia                     | Anna-Maria Wagner Germania      | Alina Böhm Germania        |
| 78 kg (dettagli)  | Audrey Tcheuméo Francia                     | Anna-Maria Wagner Germania      | Inbar Lanir Israele        |
| +78 kg (dettagli) | Raz Hershko Israele                         | Julia Tolofua Francia           | Léa Fontaine Francia       |
| +78 kg (dettagli) | Raz Hershko Israele                         | Julia Tolofua Francia           | Kayra Ozdemir Turchia      |

### Misti
| Evento                   | Oro | Argento | Bronzo |
| Squadra mista (dettagli) | Francia Joan-Benjamin Gaba Maxime Gobert Eniel Caroly Alexis Mathieu Mathéo Akiana Mongo Khamzat Saparbaev Priscilla Gneto Faïza Mokdar Margaux Pinot Florine Soula Léa Fontaine Julia Tolofua | Georgia Giorgi Chikhelidze Lasha Shavdatuashvili Lasha Bekauri Giorgi Jabniashvili Saba Inaneishvili Guram Tushishvili Eteri Liparteliani Nino Loladze Eter Askilashvili Mariam Tchanturia Nino Gulbani Sophio Somkhishvili | Germania Jano Rübo Johann Lenz Johannes Frey Jana Ziegler Samira Bock Renée Lucht Anna Monta Olek                                                                                          |
| Squadra mista (dettagli) | Francia Joan-Benjamin Gaba Maxime Gobert Eniel Caroly Alexis Mathieu Mathéo Akiana Mongo Khamzat Saparbaev Priscilla Gneto Faïza Mokdar Margaux Pinot Florine Soula Léa Fontaine Julia Tolofua | Georgia Giorgi Chikhelidze Lasha Shavdatuashvili Lasha Bekauri Giorgi Jabniashvili Saba Inaneishvili Guram Tushishvili Eteri Liparteliani Nino Loladze Eter Askilashvili Mariam Tchanturia Nino Gulbani Sophio Somkhishvili | Serbia Strahinja Bunčić Filip Jovanović Darko Brašnjović Nemanja Majdov Bojan Došen Igor Vračar Marica Perišić Andrea Stojadinov Jovana Bunčić Jovana Čakarević Milica Cvijić Milica Žabić |

## Medagliere
| Pos.   | Paese                       | Oro | Argento | Bronzo | Totale |
| ------ | --------------------------- | --- | ------- | ------ | ------ |
| 1      | Atleti Individuali Neutrali | 3   | 1       | 1      | 5      |
| 2      | Georgia                     | 2   | 2       | 3      | 7      |
| 3      | Azerbaigian                 | 2   | 1       | 0      | 3      |
| 4      | Francia                     | 1   | 2       | 3      | 6      |
| 5      | Israele                     | 1   | 0       | 3      | 4      |
| 6      | Spagna                      | 1   | 0       | 2      | 3      |
| 7      | Croazia                     | 1   | 0       | 1      | 2      |
| 8      | Kosovo                      | 1   | 0       | 0      | 1      |
| 8      | Rep. Ceca                   | 1   | 0       | 0      | 1      |
| 8      | Ucraina                     | 1   | 0       | 0      | 1      |
| 11     | Paesi Bassi                 | 0   | 2       | 1      | 3      |
| 12     | Italia                      | 0   | 1       | 3      | 4      |
| 12     | Turchia                     | 0   | 1       | 3      | 4      |
| 14     | Ungheria                    | 0   | 1       | 2      | 3      |
| 15     | Germania                    | 0   | 1       | 1      | 2      |
| 15     | Slovenia                    | 0   | 1       | 1      | 2      |
| 17     | Grecia                      | 0   | 1       | 0      | 1      |
| 18     | Austria                     | 0   | 0       | 1      | 1      |
| 18     | Slovacchia                  | 0   | 0       | 1      | 1      |
| 18     | Portogallo                  | 0   | 0       | 1      | 1      |
| 18     | Romania                     | 0   | 0       | 1      | 1      |
| Totale | Totale                      | 14  | 14      | 28     | 56     |